# Shugoshin
Shugoshin (dal giapponese "spirito guardiano") è una famiglia proteica altamente conservata in tutti gli organismi eucariotici. Le proteine Shugoshin sono state inizialmente identificate nel lievito da fissione S.pombe da un gruppo di ricerca dell'università di Tokyo con a capo Watanabe Y. Archiviato l'8 febbraio 2007 in Internet Archive. Le proteine Shugoshin sono fortemente coinvolte nei processi di segregazione cromosomica funzionando come protettori dalla dissociazione dei complessi di coesina centromerica dal DNA.

## Shugoshin inS.pombe
Nei lieviti Shugoshin è stato studiato durante la meiosi. S.pombe esprime due proteine Shugoshin, Sgo1 e Sgo2, e Sgo1 è ubiquitariamente espressa nel ciclo meiotico. Nella profase I, Sgo1 viene reclutato nella regione centromerica tramite l'interazione con Bub1 (una proteina del checkpoint mitotico associata al cinetocore). Durante la metafase I la separasi, che viene attivata in risposta al segnale mediato dal sistema del checkpoint mitotico, opera la protolisi della subunità della coesina meiosi specifica Rec8 provocando la dissociazione dei complessi di coesina. In questa fase l'attività della separasi è efficace solo sulle braccia cromosomiche grazie alla presenza di Shugoshin nelle regioni centromeriche. Sgo1 protegge specificatamente Rec8 nelle regioni centromeriche dall'attacco della separasi, in questo modo la coesina centromerica non viene dissociata e può essere trattenuta fino alla seconda divisione meiotica dove è necessaria per la corretta segregazione dei cromatidi fratelli nelle ascospore.

## Shugoshin inH.sapiens
Nei vertebrati Shugoshin è stata studiata nella mitosi servendosi prevalentemente delle cellule HeLa. Nell'uomo sono presenti due proteine shugoshin, hSgo1 e hSgo2, ed entrambe sono coinvolte nei processi di segregazione cromosomica in mitosi. La funzione di queste proteine si esplica nella regione centromerica del cromosoma dove vengono specificatamente reclutate per interazione diretta con Bub1 (una proteina del checkpoint mitotico). Shugoshin a sua volta interagisce con la proteina fosfatasi 2A che grazie alla sua attività serina/treonina fosfatasica antagonizza la fosforilazione operata dalla polo-like chinasi Plk1 (il principale effettore della "prophase pathway") della subunità SA2 della coesina. Questo meccanismo shugoshin-mediato previene la dissociazione dei complessi di coesina dalle regioni centromeriche e quindi mantiene la coesione tra i cromatidi fratelli fino alla metafase dove è necessaria per controbilanciare la forza generata dai microtubuli sui cinetocori.